# Oblast autonome juif
L'oblast autonome juif (en russe : Евре́йская автоно́мная о́бласть, Evreïskaïa avtonomnaïa oblast, EAO ; en yiddish : ייִדישע אווטאָנאָמע געגנט, yidishe avtonome gegnt), souvent dénommé, et uniquement en français, le Birobidjan (d'après le nom de sa capitale), est le premier territoire juif officiel créé dans le monde. L'oblast est un sujet de la fédération de Russie situé en Sibérie (Extrême-Orient russe), à la frontière avec la Chine.
Cet oblast est fondé le 7 mai 1934 à partir du kraï juif de Birobidjan et du kraï d'Extrême-Orient, avec le yiddish comme langue officielle. Il attire peu de Juifs à sa création et d'autant moins après la création de l'État d'Israël en 1948. Il conserve cependant le statut de terre d'accueil pour les Juifs de Russie. L'article 65 de la Constitution de la Russie prévoit qu'il s'agit du seul oblast autonome de la Russie. Il est ainsi l'un des deux territoires juifs officiels dans le monde, l'autre étant Israël.

## Géographie

### Situation
Couvrant une superficie de 36 266 km2, l'oblast autonome juif a une superficie légèrement plus grande que celle des Pays-Bas. Sa superficie est  relativement petite, représentant 0,52 % du district fédéral d'Extrême-Orient, ce qui en fait le plus petit sujet des onze que compte le district. L'oblast se situe sur la rive gauche du fleuve Amour, partageant une part importante de la frontière russo-chinoise, avec la province chinoise du Heilongjiang. Le fleuve marque également partiellement la limite entre l'oblast avec le kraï de Khabarovsk qui le borde au nord et à l'est, tandis qu'au nord-ouest se situe l'oblast de l'Amour.

Le Birobidjan s'étale sur 330 km d'ouest en est et sur 200 km du nord au sud, en Mandchourie-Extérieure, région de la Mandchourie située en Extrême-Orient russe. La majeure partie de l'oblast est composée de plaines, de vastes marécages et de forêts marécageuses qui font partie de la plaine du Moyen-Amour. Au nord et au nord-est se situent les monts de la Boureïa et du Petit Khingan, qui culmine à 1 209 mètres d'altitude. 

Paysages de l'oblast autonome juif :
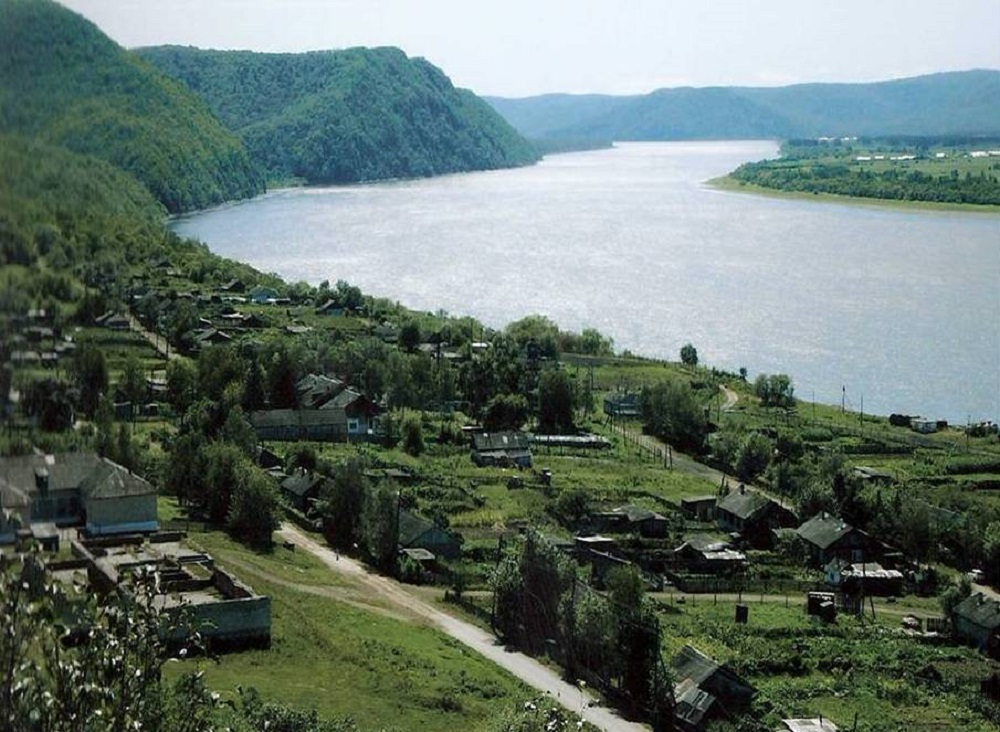
Village de Raddé sur l'Amour.
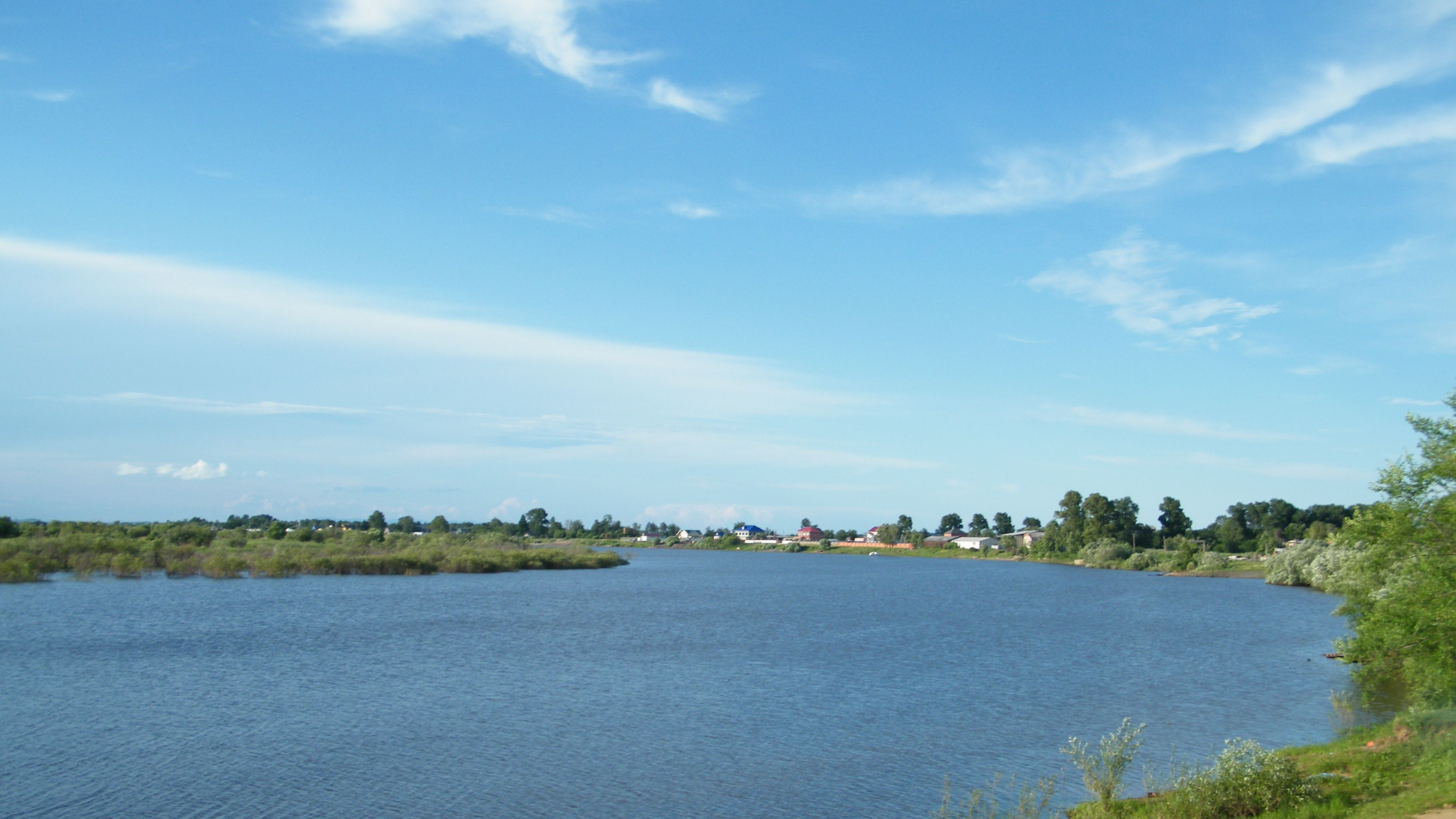
La rivière Toungouska près du village de Nikolaïevka.
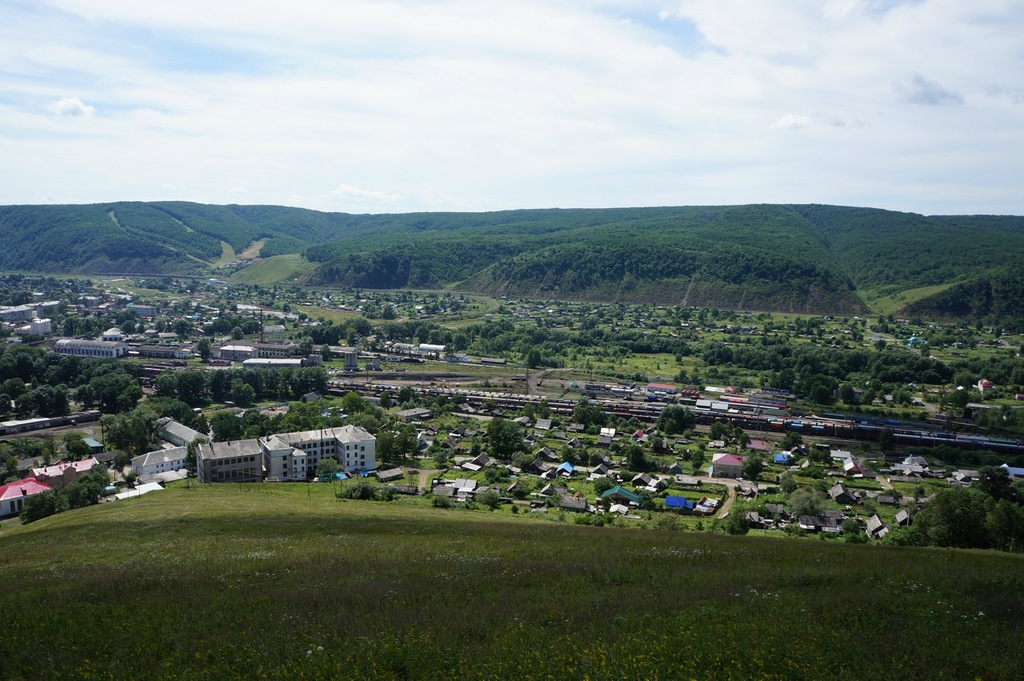
Vue générale d'Obloutchie.
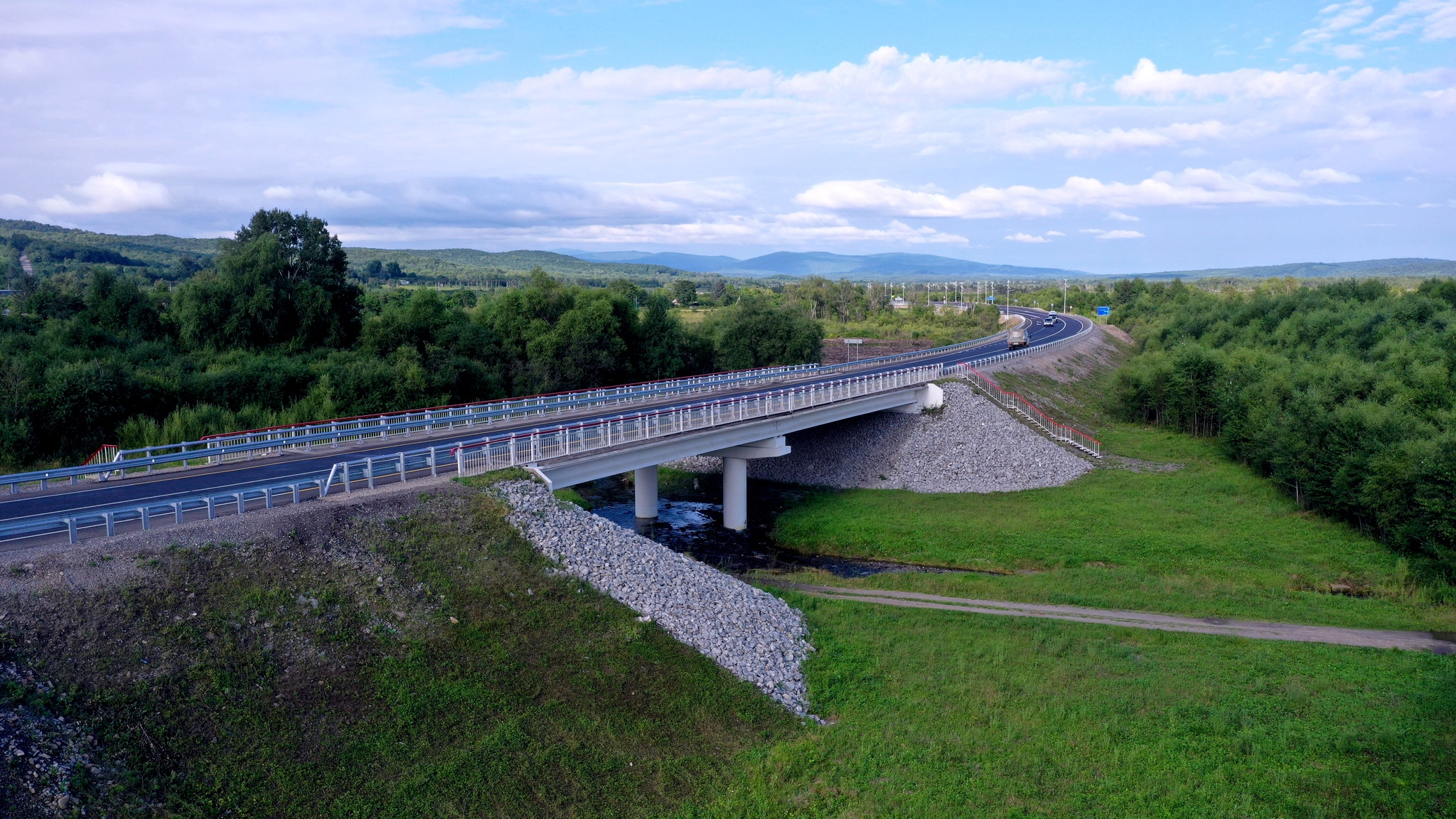
Route fédérale R297 dans l'oblast.

### Climat
Le climat de l'oblast est de type continental, relativement doux, comme celui de son voisin l'oblast de l'Amour, permettant ainsi la culture et l'élevage. L'hiver, les températures oscillent entre −5 et −40 °C. Les précipitations annuelles sont de l'ordre de 400 à 450 mm, les trois quarts tombant pendant la saison estivale.

## Urbanisme

### Voies de communication et transports

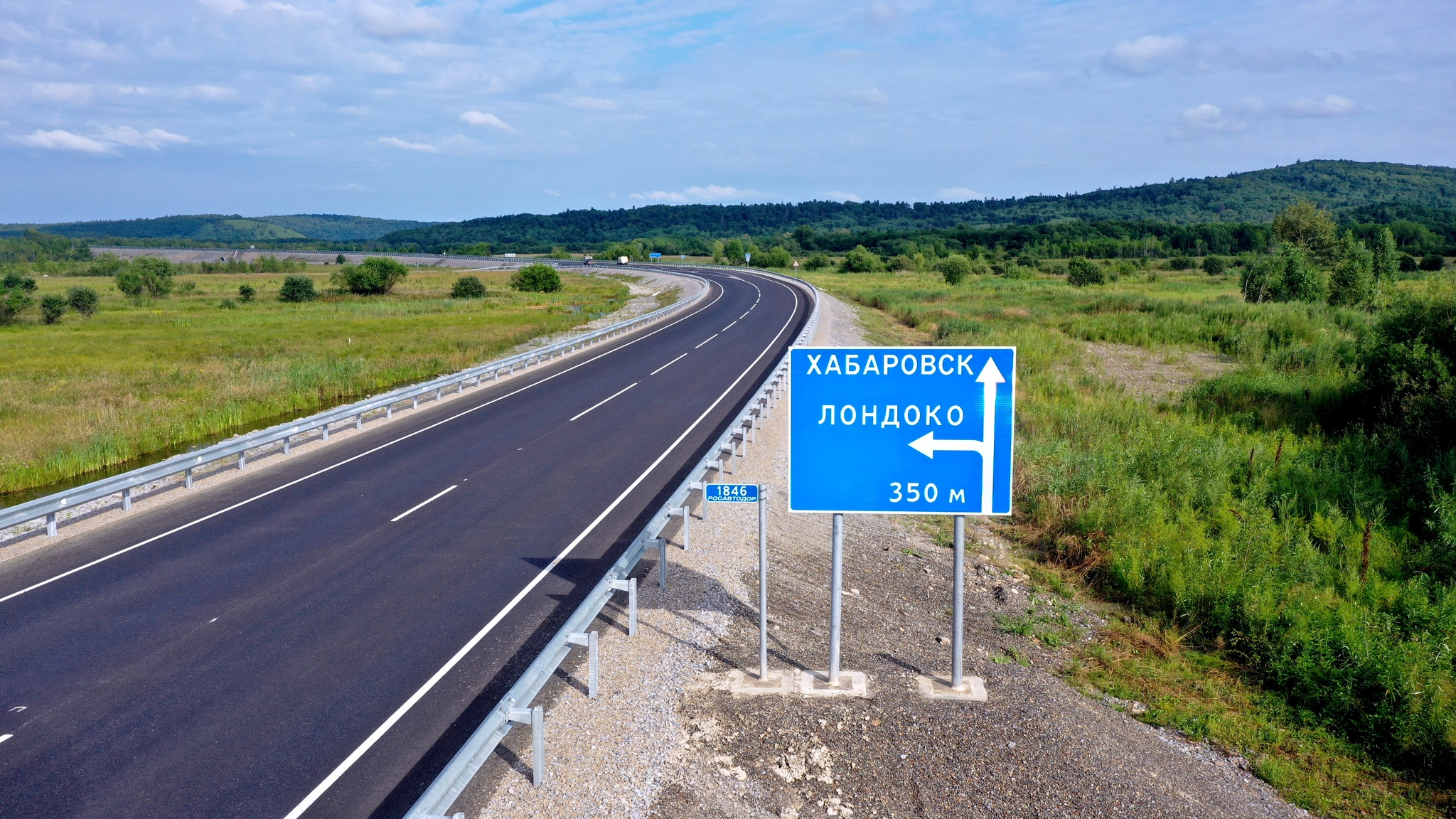
Route fédérale R297.

Fin 2022, selon Rosstat, la longueur totale des voies publiques dans l'oblast est de 2 849,1 km, dont 353,9 km de routes d'importance fédérales, 479,6 km de routes d'importance régionale et 2 015,6 km de routes d'importance locale. La longueur des routes à revêtement dur est de 2 585,9 km (90,8 % du total), tandis que la densité des voies publiques est de 71 km/10 000 km2 dans l'oblast.

Fin 2022, selon Rosstat, l'oblast compte 512,3 km de voies ferrées, et la densité du réseau ferré est de 141 km/10 000 km2.

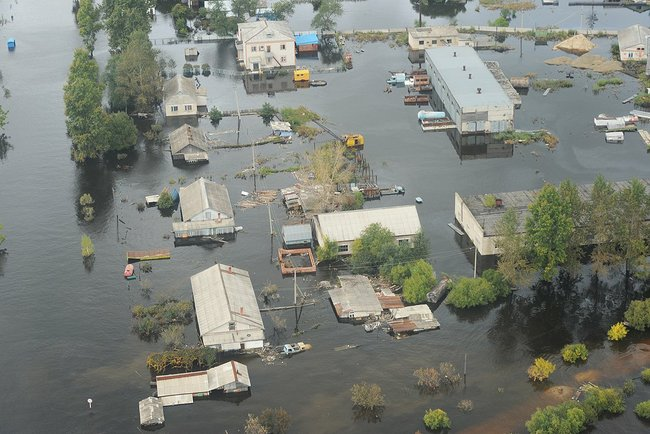
Inondation de 2013 dans l'oblast autonome Juif, vue d'hélicoptère.

### Répartition des terres
La répartion des terres selon le rapport d'État « Sur l'état et la protection de l'environnement de la fédération de Russie en 2022 » du ministère des ressources naturelles et de l'environnement russe est la suivante :
| Répartition                                  | 2022 (mille ha) | 2022 (%) |
| -------------------------------------------- | --------------- | -------- |
| Terres agricoles                             | 500,5           | 13,8     |
| Terres des localités                         | 45,5            | 1,3      |
| Terres d'industrie et autres fins spéciales  | 22,0            | 0,6      |
| Terres de territoires et des objets protégés | 173,6           | 4,8      |
| Terres du fonds forestier                    | 2104,7          | 58,0     |
| Terres du fonds aquatique                    | -               | -        |
| Terres de réserve                            | 780,8           | 21,5     |
| Total                                        | 3627,1          | 100      |

## Population et société

### Démographie
| 2002    | 2014    | 2016    | 2022    | - |
| ------- | ------- | ------- | ------- | - |
| 190 915 | 170 377 | 166 120 | 177 999 | - |

| Année | Fécondité | Fécondité urbaine | Fécondité rurale |  | Année | Fécondité | Fécondité urbaine | Fécondité rurale |  | Année | Fécondité | Fécondité urbaine | Fécondité rurale |
| ----- | --------- | ----------------- | ---------------- |  | ----- | --------- | ----------------- | ---------------- |  | ----- | --------- | ----------------- | ---------------- |
| 1990  | 2,40      | 2,00              | 3,30             |  | 2000  | 1,24      | 1,12              | 1,53             |  | 2010  | 1,67      | 1,56              | 1,90             |
| 1991  | 2,15      | 1,76              | 3,00             |  | 2001  | 1,36      | 1,29              | 1,53             |  | 2011  | 1,79      | 1,67              | 2,16             |
| 1992  | 1,89      | 1,63              | 2,49             |  | 2002  | 1,38      | 1,31              | 1,58             |  | 2012  | 1,84      | 1,68              | 2,32             |
| 1993  | 1,67      | 1,39              | 2,27             |  | 2003  | 1,46      | 1,39              | 1,66             |  | 2013  | 1,86      | 1,68              | 2,34             |
| 1994  | 1,68      | 1,36              | 2,43             |  | 2004  | 1,45      | 1,39              | 1,60             |  | 2014  | 1,95      | 1,72              | 2,60             |
| 1995  | 1,51      | 1,27              | 2,14             |  | 2005  | 1,40      | 1,30              | 1,61             |  | 2015  | 2,02      | 1,95              | 2,28             |
| 1996  | 1,40      | 1,16              | 2,02             |  | 2006  | 1,47      | 1,38              | 1,64             |  | 2016  | 1,99      | 1,84              | 2,39             |
| 1997  | 1,32      | 1,15              | 1,73             |  | 2007  | 1,59      | 1,45              | 1,87             |  | 2017  | 1,81      | 1,76              | 2,00             |
| 1998  | 1,33      | 1,17              | 1,74             |  | 2008  | 1,72      | 1,59              | 1,98             |  | 2018  | 1,85      | 1,70              | 2,27             |
| 1999  | 1,23      | 1,09              | 1,56             |  | 2009  | 1,64      | 1,55              | 1,83             |  | 2019  | 1,73      | 1,69              | 1,88             |

### Composition ethnique
À son apogée à la fin des années 1940, la population juive de la région a culminé à environ 46 000 à 50 000 personnes, soit environ 25 % de la population totale. Lors du recensement de 2010, la population est de 176 558 personnes, soit environ 0,12 % de la population totale de la Russie, et il n'y a plus que 1 628 Juifs (moins de 1 % de la population de l'Oblast), tandis que les Russes ethniques représentent 92,7 % de la population, suivis des Ukrainiens (2,8 %) ; le judaïsme n'y est pratiqué que par 0,2 % de la population.

## Histoire

### Le problème de la répartition
Après la révolution d'Octobre (1917), la Déclaration des droits des peuples de Russie proclame « l'égalité et la souveraineté des peuples de Russie ». Les Juifs sont reconnus comme une nationalité au sein de l'URSS, mais alors que la Constitution fédérale du 31 janvier 1924 garantit un territoire à chaque nationalité soviétique, aucune région ne leur est attribuée. En effet, il n'existe aucun territoire de l'URSS où les Juifs représentent une majorité de la population, contrairement aux autres minorités nationales. Une forte minorité juive existe cependant dans l'ouest de l'Union, sur les anciens territoires de la Pologne, de l'Ukraine et de la Biélorussie.

### Idéologie et assimilation
Depuis la fin du XIXe siècle, les tsars tentent d'organiser, sans succès, une réorientation des populations juives vers l'agriculture. L'URSS durant les années 1920, poursuivra cette œuvre, tenter de détourner les Juifs d'URSS de leurs métiers traditionnels de petits commerçants, de prêteurs et de manufacturiers, jugés absolument contraires à l'idéologie communiste, ceci avec un succès relatif. Cependant, les paysans habitant les localités concernées n'apprécient guère de voir leurs terres investies par ces nouveaux venus, ce qui cause des tensions. 

### La création du Birobidjan

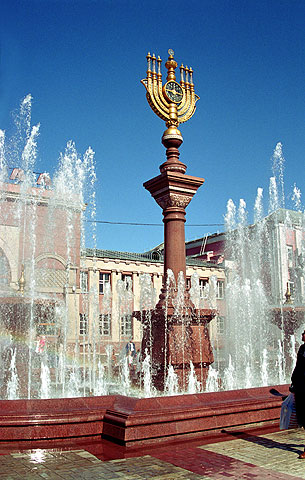
La place centrale de Birobidjan.

Dès 1928, la région du Birobidjan est réservée par décret à l'établissement des Juifs. Ils sont encouragés à s'installer dans ce territoire, et le décret propose la création d'une « entité administrative territoriale nationale juive » si l'expérience est un succès. C'est chose faite à l'initiative de Joseph Staline, qui crée une « région autonome juive » en 1934, à Birobidjan à l'extrémité orientale de la Russie, à la frontière avec la Chine. Des primes incitatives sont données aux Juifs pour s'installer dans cette région peu peuplée située à plus de 5 000 kilomètres de Moscou. Au début, la région autonome accueille des milliers d'individus, qui doivent y organiser une certaine vie nationale juive. L'oblast a une langue officielle : le yiddish, l'hébreu étant alors une langue liturgique, donc beaucoup moins parlé par la population que le yiddish, et le pouvoir soviétique hostile aux religions en général et donc à la religion juive. La vie culturelle en yiddish se développe progressivement : un théâtre juif est créé en 1934, et un journal en yiddish, « L'étoile du Birobidjan » paraît régulièrement. Des écoles en yiddish se développent pour faire face à l'afflux de nombreux colons avec enfants.
Les raisons de la création de l'oblast sont multiples, et ont été exposées notamment par l'historien Nikolaï Bougaï dans ses nombreux articles et ouvrages sur les déplacements et la déportation des peuples d'URSS :
- la volonté de permettre aux Juifs soviétiques de disposer d'un territoire pour pouvoir s'y exprimer en tant que nationalité soviétique. Ce projet était conçu comme une alternative au sionisme jugé « nationaliste-bourgeois ». Mais la population juive ne sera jamais majoritaire dans cette région autonome qui fut une « entité » politique communiste « pour le peuple juif », à l'opposé du projet officialisé en Palestine par le mandat de la Société des Nations de 1922, sur des bases « capitalistes » (voir histoire du sionisme). La politique des nationalités de l'URSS « prouve » alors que le régime peut répondre aux aspirations juives sans soutenir un mouvement que le communisme soviétique réprouve ;
- la volonté de « renforcer » la zone autour du fleuve Amour, dans l'Extrême-Orient soviétique, historiquement possédée par la Chine. Et donc volonté de peupler cette région de la Sibérie supposée riche en ressources naturelles (bois, charbon, graphite) ;
- la volonté d'« éloigner en douceur » les intellectuels juifs du centre de la Russie, communistes ou ralliés, mais jugés peu fiables et « cosmopolites »[14].

Ce projet politique se poursuit après la création d'Israël en 1948 : on compte alors 30 000 Juifs dans l'oblast. Dès la mort de Staline le 5 mars 1953, la population juive du territoire ne cesse de décroître, tant sous Khrouchtchev que sous Brejnev et en 1959, elle n'est plus que de 9 %, chutant même à 7 % en 1970.

### Les limites et les failles du projet
Le projet de la région autonome juive contient, dès son départ, de nombreux points faibles, dont les autorités soviétiques sont plus ou moins conscientes. Premièrement, la région étant très éloignée des lieux historiques de peuplement de la communauté juive russe. Il faut donc effectuer une transplantation « à froid » du peuple et de sa culture.
Deuxièmement, du fait de son éloignement, la région et sa capitale (Birobidjan) sont alors quasiment dépourvues d'infrastructures. L'afflux massif de colons prit de court les autorités locales, dépassées. L'insalubrité s'installe dans la capitale, qui n'aura pas d'égouts avant la Seconde Guerre mondiale. Le long de la rue principale en terre battue s'alignent des baraquements en bois mal étayés qui servent de maisons aux nombreux Juifs ayant choisi de vivre dans un environnement urbain. En effet, le projet de retour à la terre a lui aussi partiellement échoué : en 1939, seuls 25 % des Juifs de la région autonome juive habitent à la campagne, car un grand nombre de sols se sont révélés marécageux, parfois impropres à la culture. Les colons, issus pour la plupart des villes, rechignent en outre à apprendre un nouveau métier dans un environnement hostile, préférant se concentrer dans la capitale. De plus, la mystique du retour des juifs à la terre perdit de son importance quand les plans quinquennaux se tournèrent vers l'industrialisation de l'URSS. Il n'est donc pas étonnant si, en 1939, la population juive ne correspond qu'à 18 000 des 109 000 habitants de la région. Comme le reste de l'URSS, la région souffrit des Grandes Purges décidées par Staline, puis du nationalisme patriotique qui s'empara de la Russie durant la Seconde Guerre mondiale.

### Le déclin du projet
Ce sont paradoxalement la Shoah et les ravages causés par la Seconde Guerre mondiale qui redonnent vie au projet de la région autonome juive. En effet, entre 1945 et 1948, de nombreux Juifs soviétiques qui ont fui l'avancée allemande ou tout perdu durant la guerre immigrent dans cette terre soviétique promise. Près de dix mille d'entre eux s'installent dans cette région en trois ans, de 1945 à 1948. Les habitants et les responsables politiques reprennent espoir de voir la région autonome juive remplir son rôle. Mais la création de l'État d’Israël fait l'effet d'une bombe dans tout l'espace soviétique. Le projet Birobidjan perd son élan, cette fois définitivement. L’Alya commençant, le Birobidjan se vide lentement de ses Juifs.

### Depuis 1991
Malgré des tentatives d'aide financière sous la présidence de Mikhaïl Gorbatchev, la majorité des Juifs qui restaient dans l'oblast émigre après la chute de l'URSS en 1991. Les traces du judaïsme y sont aujourd'hui bien maigres : en 2002, il ne reste que 2 327 Juifs, une synagogue, quelques inscriptions à même les façades et un journal régional en yiddish : Birobidjanèr chtern (ביראָבידזשאנער שטערן) ou « L'Étoile du Birobidjan ».
En 1991, l'oblast est passé de la juridiction du kraï de Khabarovsk à celle de la fédération de Russie.
Après le recensement russe de 2010, il s'avère que sa population est russe à 92 %, les Juifs ne représentant plus que 1 % de celle-ci,. Toutefois, entre 5 % et 10 % de la population parleraient le yiddish à divers niveaux (souvent très mal), car le yiddish était enseigné dans les écoles primaires et secondaires avant 1986, et il serait donc parlé par des non-Juifs. Sinon, à Birobidjan, seul 1 % à 2 % de la population parleraient couramment cette langue (dont des Russes).[réf. nécessaire]
De nos jours[Quand ?], c'est surtout l'anglais qui est parlé en seconde langue [réf. souhaitée] et qui est enseigné dès l'école primaire.

## Politique et administration

### Gouverneurs
| Identité                                                                              | Période           | Période          | Durée                      | Étiquette                          |
| Identité                                                                              | Début             | Fin              | Durée                      | Étiquette                          |
| ------------------------------------------------------------------------------------- | ----------------- | ---------------- | -------------------------- | ---------------------------------- |
| Nikolaï Mikhaïlovitch Volkov (en) (ru) Николай Михайлович Волков (né en 1951)         | 26 octobre 1996   | 25 février 2010  | 13 ans, 3 mois et 30 jours | Notre maison la Russie Russie unie |
| Alexandre Aronovitch Vinnikov (en) (ru) Александр Аронович Винников (né en 1955)      | 25 février 2010   | 24 février 2015  | 4 ans, 11 mois et 30 jours | Russie unie                        |
| Alexandre Borissovitch Levinthal (en) (ru) Александр Борисович Левинталь (né en 1957) | 22 septembre 2015 | 12 décembre 2019 | 4 ans, 2 mois et 20 jours  | Russie unie                        |
| Rostislav Goldstein (en) (ru) Ростислав Эрнстович Гольдштейн (né en 1969)             | 12 décembre 2019  | 5 novembre 2024  | 4 ans, 10 mois et 24 jours |                                    |
| Maria Kostiouk (en) (ru) Костюк, Мария Фёдоровна (née en 1977)                        | 5 novembre 2024   | En cours         | 9 mois et 15 jours         |                                    |

### Divisions administratives

Les cinq raïons de l'oblast.

L'oblast autonome juif est divisé en cinq raïons, et une ville d'importance régionale :
| N° sur la carte              | Nom                 | Nom russe            | Code OKATO | Population (2021) | Superficie ( km²) | Centre administratif |
| Raïons                       | Raïons              | Raïons               | Raïons     | Raïons            | Raïons            | Raïons               |
| ---------------------------- | ------------------- | -------------------- | ---------- | ----------------- | ----------------- | -------------------- |
| 1                            | Raïon de Birobidjan | Биробиджанский район | 99 205     | 10 310            | 4 442,56          | Birobidjan           |
| 2                            | Raïon de Lénine     | Ленинский район      | 99 210     | 15 839            | 6 068             | Léninskoïe (ru)      |
| 3                            | Raïon d'Obloutchie  | Облученский район    | 99 220     | 23 991            | 13 300            | Obloutchie           |
| 4                            | Raïon Oktiabrski    | Октябрьский район    | 99 225     | 7845              | 6 400             | Amourzet             |
| 5                            | Raïon de Smidovitch | Смидовичский район   | 99 230     | 22 404            | 5 900             | Smidovitch (ru)      |
| Ville d'importance régionale |                     |                      |            |                   |                   |                      |
|                              | Birobidjan          | Биробиджан           | 99 401     | 70 064            | 169,38            |                      |

## Économie

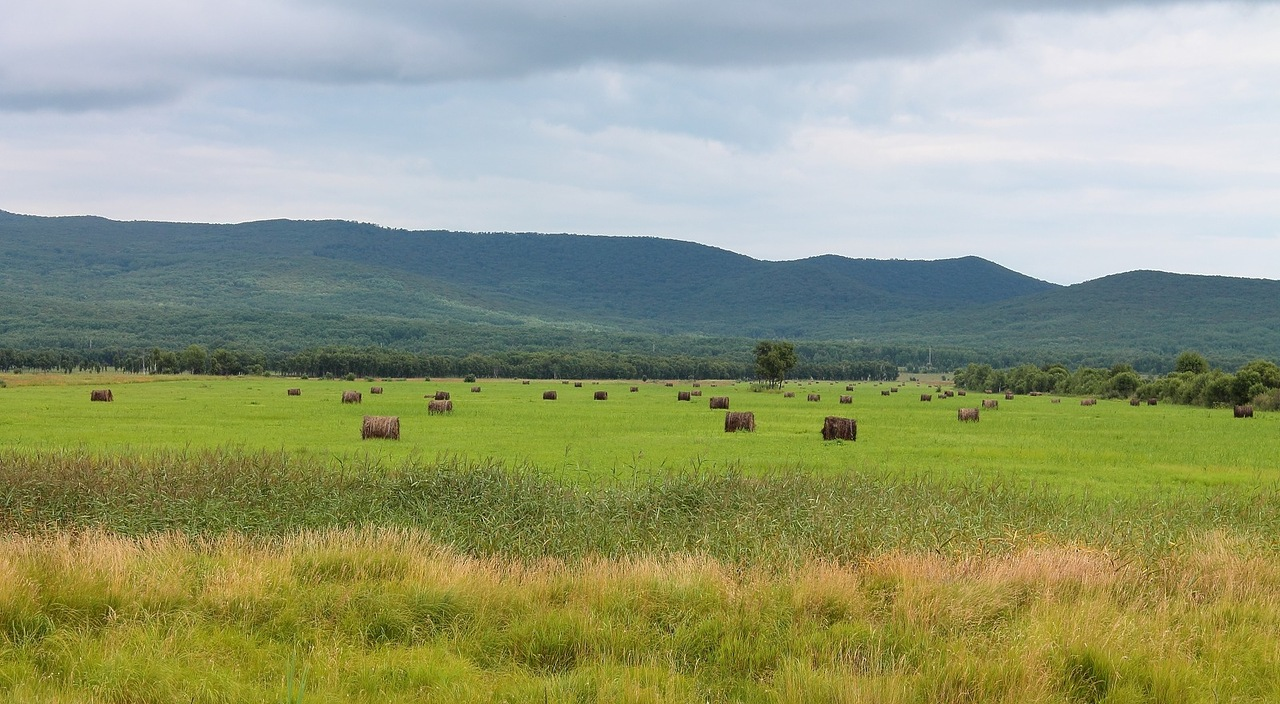
Des bottes de foin dans un champ du raïon.

L'économie de l'oblast repose essentiellement sur l'agriculture en raison de ses vastes étendues de terres arables. Le Birobidjan produit des céréales, des légumes et du soja, ainsi que de nombreuses cultures maraîchères qui représentent plus de la moitié du volume agricole de l'oblast. Outre le maraîchage, les productions de maïs, de sarrasin et de pommes de terres sont conséquentes. Les grands espaces de pâturages permettent le développement de l'élevage, particulièrement celui de bovins. Le secteur agricole est confronté à la dégradation des sols et à l'érosion.
Les secteurs secondaires de l'économie incluent l'industrie agroalimentaire dans les centre urbains, produisant de la confiserie, des pâtes, des produits de boulangerie, de la viande, des produits laitiers, de la conserve et de l'alcool. D'autres secteurs incluent la production de machine, de matériaux de construction, l'exploitation minière et la foresterie.

### Émission de radio
- Fabrice Drouelle, « Birobidjan, une Terre promise en Sibérie » [audio], sur Affaires sensibles, France Inter, Radio France, 27 mai 2024.